# Keep Our Love Alive
Singles de Stevie Wonder
Free
(1989) Gotta Have You
(1991)
Keep Our Love Alive est une chanson de l'auteur-compositeur-interprète américain Stevie Wonder sortie en single en 1990.

## Contexte
La chanson sort le 12 octobre 1990, sans être issue d'un album.
A la fin des années 1980, Wonder est déjà depuis longtemps intéressé et impliqué dans les réalités sociales et politiques internationales, apparaissant notamment au concert réalisé à l'occasion des septante ans de Nelson Mandela. Ce titre de Wonder tente de sensibiliser le public à la situation en Afrique du Sud, en plein apartheid. Il y parle d'un homme se battant pour ses idéaux, menant à l'égalité et à la liberté pour tous les hommes. En 2009, Wonder interprètera à nouveau ce titre pour Mandela lors d'un concert réalisé à l'occasion de ses 91 ans.

### Formats
Le single sort sous la référence ZT 44014 en 45 tours, Maxi 45 tours, 33 tours et cassette audio (face unique).
| Keep Our Love Alive - 45 tours | Keep Our Love Alive - 45 tours     | Keep Our Love Alive - 45 tours | Keep Our Love Alive - 45 tours | Keep Our Love Alive - 45 tours | Keep Our Love Alive - 45 tours | Keep Our Love Alive - 45 tours | Keep Our Love Alive - 45 tours | Keep Our Love Alive - 45 tours | Keep Our Love Alive - 45 tours |
| No                             | Titre                              | Auteur                         | Durée                          |                                |                                |                                |                                |                                |                                |
| ------------------------------ | ---------------------------------- | ------------------------------ | ------------------------------ | ------------------------------ | ------------------------------ | ------------------------------ | ------------------------------ | ------------------------------ | ------------------------------ |
| 1.                             | Keep Our Love Alive                | Stevie Wonder                  | 3:58                           |                                |                                |                                |                                |                                |                                |
| 2.                             | Keep Our Love Alive (instrumental) | Stevie Wonder                  | 3:58                           |                                |                                |                                |                                |                                |                                |
| 7:56                           |                                    |                                |                                |                                |                                |                                |                                |                                |                                |

| Keep Our Love Alive - 33 tours | Keep Our Love Alive - 33 tours     | Keep Our Love Alive - 33 tours | Keep Our Love Alive - 33 tours | Keep Our Love Alive - 33 tours | Keep Our Love Alive - 33 tours | Keep Our Love Alive - 33 tours | Keep Our Love Alive - 33 tours | Keep Our Love Alive - 33 tours | Keep Our Love Alive - 33 tours |
| No                             | Titre                              | Auteur                         | Durée                          |                                |                                |                                |                                |                                |                                |
| ------------------------------ | ---------------------------------- | ------------------------------ | ------------------------------ | ------------------------------ | ------------------------------ | ------------------------------ | ------------------------------ | ------------------------------ | ------------------------------ |
| 1.                             | Keep Our Love Alive                | Stevie Wonder                  | 4:46                           |                                |                                |                                |                                |                                |                                |
| 2.                             | Keep Our Love Alive (instrumental) | Stevie Wonder                  | 4:46                           |                                |                                |                                |                                |                                |                                |
| 9:32                           |                                    |                                |                                |                                |                                |                                |                                |                                |                                |

| Keep Our Love Alive - Maxi 45 tours | Keep Our Love Alive - Maxi 45 tours  | Keep Our Love Alive - Maxi 45 tours | Keep Our Love Alive - Maxi 45 tours | Keep Our Love Alive - Maxi 45 tours | Keep Our Love Alive - Maxi 45 tours | Keep Our Love Alive - Maxi 45 tours | Keep Our Love Alive - Maxi 45 tours | Keep Our Love Alive - Maxi 45 tours | Keep Our Love Alive - Maxi 45 tours |
| No                                  | Titre                                | Auteur                              | Durée                               |                                     |                                     |                                     |                                     |                                     |                                     |
| ----------------------------------- | ------------------------------------ | ----------------------------------- | ----------------------------------- | ----------------------------------- | ----------------------------------- | ----------------------------------- | ----------------------------------- | ----------------------------------- | ----------------------------------- |
| 1.                                  | Keep Our Love Alive (12 version)     | Stevie Wonder                       | 4:46                                |                                     |                                     |                                     |                                     |                                     |                                     |
| 2.                                  | Keep Our Love Alive (Single version) | Stevie Wonder                       | 3:58                                |                                     |                                     |                                     |                                     |                                     |                                     |
| 3.                                  | Keep Our Love Alive (instrumental)   | Stevie Wonder                       | 4:46                                |                                     |                                     |                                     |                                     |                                     |                                     |
| 13:20                               |                                      |                                     |                                     |                                     |                                     |                                     |                                     |                                     |                                     |

| Keep Our Love Alive - Cassette audio | Keep Our Love Alive - Cassette audio | Keep Our Love Alive - Cassette audio | Keep Our Love Alive - Cassette audio | Keep Our Love Alive - Cassette audio | Keep Our Love Alive - Cassette audio | Keep Our Love Alive - Cassette audio | Keep Our Love Alive - Cassette audio | Keep Our Love Alive - Cassette audio | Keep Our Love Alive - Cassette audio |
| No                                   | Titre                                | Auteur                               | Durée                                |                                      |                                      |                                      |                                      |                                      |                                      |
| ------------------------------------ | ------------------------------------ | ------------------------------------ | ------------------------------------ | ------------------------------------ | ------------------------------------ | ------------------------------------ | ------------------------------------ | ------------------------------------ | ------------------------------------ |
| 1.                                   | Keep Our Love Alive                  | Stevie Wonder                        | 3:58                                 |                                      |                                      |                                      |                                      |                                      |                                      |
| 3:58                                 |                                      |                                      |                                      |                                      |                                      |                                      |                                      |                                      |                                      |

### Crédits
- Stevie Wonder : Voix, tous les instruments[3]
- Chorale des Enfants de l'Eglise Central Filipino, chorale du West Angeles Cogic Sanctuary[7] : chœurs

## Classements
| Classement (1990)                       | Meilleure position |
| --------------------------------------- | ------------------ |
| États-Unis (Adult Contemporary)         | 44                 |
| États-Unis (Billboard R&B Charts)       | 24                 |
| Royaume-Uni (UK Singles Chart)          | 77                 |
| Pologne                                 | 25                 |
| Japon (Tokyo Chart)                     | 26                 |
| Pays-Bas (Nederlandse Top 40 Tipparade) | 7                  |
| Pays-Bas (Dutch Charts)                 | 31                 |

## Reprises
Informations issues de SecondHandSongs, sauf mention complémentaire.
- Jake Concepcion (ja)[13], sur Sax and Sounds of Pop, Vol. 6 (1991)
- Caravelli, sur Romantic World (1991)
- The Twilight Orchestra, sur The Twilight Orchestra Plays Hits of Stevie Wonder (1991)
- Sergey Penkin (ru)[13], sur Recall It... (1994)
- Gary Tesca[14], sur I Just Called to Say I Love You - The World of Stevie Wonder (2006)